# UEFA-szuperkupa
Az UEFA-szuperkupa (Európai szuperkupa) egy labdarúgó-mérkőzés az UEFA-bajnokok ligája (1992-ig bajnokcsapatok Európa-kupája) és az Európa-liga (1999-ig a kupagyőztesek Európa-kupája, 2000-től 2009-ig az UEFA-kupa) győztese között.
A két sorozat győztese a következő szezon kezdete előtt játszik egymással, augusztusban. Általában csekélyebb esemény, az UEFA-bajnokok ligája és az Európa-liga-győztes nem mindig a legerősebb csapatával játszik. Amióta a mérkőzés a nyári átigazolások után kerül megrendezésre, a csapatok játékoskeretei különbözhetnek attól a kerettől, amellyel tavasszal megnyerték a bajnokok ligáját, illetve az Európa-ligát.
A legsikeresebb csapat a spanyol Real Madrid, amely hat alkalommal nyerte meg a kupát.

## Története
Az Európai-szuperkupát 1972-ben hozta létre Anton Witkamp, a holland De Telegraaf újság riportere és későbbi sport szerkesztője. Az ötlet abból az időből jött, amikor a holland labdarúgás Európa legjobbja volt, és a holland labdarúgó klubok az aranyérájukat élték (különösen az Ajax). Witkamp keresett valami újat, ami biztosan eldönti, melyik a legjobb csapat Európában, és egy további tesztet is az Ajax legendás csapatának, melyet a sztár játékos, Johan Cruijff vezetett. Az volt a javaslat, hogy az bajnokok ligája győztes mérkőzzön meg a kupagyőztesek Európa-kupája győztesével.
Minden adott volt az új kupa megszületéséhez. Azonban amikor Witkamp megpróbálta megkapni a hivatalos jóváhagyást a rendezvényéhez, az UEFA elnöke ellenezte, mert a kupagyőztesek Európa-kupája címvédő Rangersnek a szurkolói kezelhetetlenek voltak. Ennek ellenére a kupa helyette nem hivatalos státuszt kapott. Oda-visszavágót játszottak, a pénzügyi támogatást a holland De Telegraaf újság adta. Az Ajax legyőzte a Rangers-t, és megnyerte az első Európai-szuperkupát. Azóta a rendezvény hivatalosan elismertté vált az UEFA támogatásával.
Annak ellenére, hogy a két mérkőzéses formát megtartották, néhány évben az Európai-szuperkupát csak egy mérkőzés keretében döntötték el a politikai problémák kényszerhelyzete miatt. 1974-ben, 1981-ben és 1985-ben az Európai-szuperkupát nem játszották le. Az Everton beszélt az UEFA-val, hogy tartsák meg a legendás mérkőzést augusztusban a Juventus ellen az 1985-ös díjért. Több ízben előfordult, hogy a mérkőzések átcsúsztak a következő évbe.
Az 1994-es döntőtől kezdődően a bajnokcsapatok Európa-kupája változása miatt, az új elnevezésű UEFA-bajnokok ligája győztese és a kupagyőztesek Európa-kupája győztese vehetett részt az UEFA-szuperkupa döntőjében.
1998 óta a szuperkupát egy mérkőzésen döntik el, amelyet 2012-ig a monacoi II. Lajos Stadionban rendeztek az európai kupasorozatok utolsó selejtezőköre után, augusztus végén. 2012 után már nem Monacoban rendezik a mérkőzést, hanem változó helyszíneken.
Az 1998–1999-es szezon végén a kupagyőztesek Európa-kupáját megszüntette az UEFA. A 2000-es döntő óta az UEFA-szuperkupa döntője az UEFA-bajnokok ligája győztese és az UEFA-kupa győztese között dőlt el. Az UEFA-kupa átszervezése miatt 2010-től az UEFA-bajnokok ligája-győztese és az Európa-liga győztese vehet részt a döntőben.

## Európai-szuperkupa-döntők

### 1972–1997
| Év   | Helyszín | A Bajnokcsapatok Európa-kupája győztese | Eredmény | A Kupagyőztesek Európa-kupája győztese |
| ---- | --- | --- | --- | --- |
| 1972 | Ibrox Stadion Glasgow | Rangers | 1–3 | AFC Ajax |
| 1972 | Olimpiai Stadion Amszterdam | AFC Ajax | 3–2 | Rangers |
| 1972 | Az AFC Ajax 6–3-as összesítéssel nyert. | | | |
| 1973 | San Siro Milánó | AC Milan | 1–0 | AFC Ajax |
| 1973 | Olimpiai Stadion Amszterdam | AFC Ajax | 6–0 | AC Milan |
| 1973 | AFC Ajax 6–1-es összesítéssel nyert. | | | |
| 1974 | A döntőben a nyugatnémet Bayern München (BEK) és a keletnémet 1. FC Magdeburg (KEK) szerepelhetett volna. A döntőt politikai okok miatt nem rendezték meg.                                                                 | A döntőben a nyugatnémet Bayern München (BEK) és a keletnémet 1. FC Magdeburg (KEK) szerepelhetett volna. A döntőt politikai okok miatt nem rendezték meg.                                                                 | A döntőben a nyugatnémet Bayern München (BEK) és a keletnémet 1. FC Magdeburg (KEK) szerepelhetett volna. A döntőt politikai okok miatt nem rendezték meg.                                                                 | A döntőben a nyugatnémet Bayern München (BEK) és a keletnémet 1. FC Magdeburg (KEK) szerepelhetett volna. A döntőt politikai okok miatt nem rendezték meg.                                                                 |
| 1975 | | Bayern München | 0–1 | Gyinamo Kijev |
| 1975 | | Gyinamo Kijev | 2–0 | Bayern München |
| 1975 | A Gyinamo Kijev 3–0-s összesítéssel nyert. | | | |
| 1976 | | Bayern München | 2–1 | Anderlecht |
| 1976 | | Anderlecht | 4–1 | Bayern München |
| 1976 | Az Anderlecht 5–3-as összesítéssel nyert. | | | |
| 1977 | | Hamburger SV | 1–1 | Liverpool |
| 1977 | | Liverpool | 6–0 | Hamburger SV |
| 1977 | A Liverpool 7–1-es összesítéssel nyert. | | | |
| 1978 | | Anderlecht | 3–1 | Liverpool |
| 1978 | | Liverpool | 2–1 | Anderlecht |
| 1978 | Az Anderlecht 4–3-as összesítéssel nyert. | | | |
| 1979 | | Nottingham Forest | 1–0 | Barcelona |
| 1979 | | Barcelona | 1–1 | Nottingham Forest |
| 1979 | A Nottingham Forest 2–1-es összesítéssel nyert. | | | |
| 1980 | | Nottingham Forest | 2–1 | Valencia |
| 1980 | | Valencia | 1–0 | Nottingham Forest |
| 1980 | A Valencia 2–2-es összesítéssel, idegeben szerzett góllal nyert. | | | |
| 1981 | A döntőben az angol Liverpool (BEK) és a szovjet Dinamo Tbiliszi (KEK) szerepelhetett volna. A döntőt nem rendezték meg, mert a Liverpool nem talált megfelelő időpontot.                                                  | A döntőben az angol Liverpool (BEK) és a szovjet Dinamo Tbiliszi (KEK) szerepelhetett volna. A döntőt nem rendezték meg, mert a Liverpool nem talált megfelelő időpontot.                                                  | A döntőben az angol Liverpool (BEK) és a szovjet Dinamo Tbiliszi (KEK) szerepelhetett volna. A döntőt nem rendezték meg, mert a Liverpool nem talált megfelelő időpontot.                                                  | A döntőben az angol Liverpool (BEK) és a szovjet Dinamo Tbiliszi (KEK) szerepelhetett volna. A döntőt nem rendezték meg, mert a Liverpool nem talált megfelelő időpontot.                                                  |
| 1982 | | Barcelona | 1–0 | Aston Villa |
| 1982 | | Aston Villa | 3–0 (h.u.) | Barcelona |
| 1982 | Az Aston Villa 3–1-es összesítéssel nyert. | | | |
| 1983 | | Hamburger SV | 0–0 | Aberdeen |
| 1983 | | Aberdeen | 2–0 | Hamburger SV |
| 1983 | Az Aberdeen 2–0-s összesítéssel nyert. | | | |
| 1984 | | Juventus | 1–0 | Liverpool |
| 1984 | Csak egy mérkőzést játszottak, mert a Liverpool nem talált másik időpontot. A szuperkupát a Juventus nyerte. | | | |
| 1985 | Nem tartották meg a Heysel Stadion tragédiája miatt, aminek következményeként az UEFA kitiltotta az angol klubokat az európai kupákból. Az olasz Juventus (BEK) és az angol Everton (KEK) vehetett volna részt a döntőben. | Nem tartották meg a Heysel Stadion tragédiája miatt, aminek következményeként az UEFA kitiltotta az angol klubokat az európai kupákból. Az olasz Juventus (BEK) és az angol Everton (KEK) vehetett volna részt a döntőben. | Nem tartották meg a Heysel Stadion tragédiája miatt, aminek következményeként az UEFA kitiltotta az angol klubokat az európai kupákból. Az olasz Juventus (BEK) és az angol Everton (KEK) vehetett volna részt a döntőben. | Nem tartották meg a Heysel Stadion tragédiája miatt, aminek következményeként az UEFA kitiltotta az angol klubokat az európai kupákból. Az olasz Juventus (BEK) és az angol Everton (KEK) vehetett volna részt a döntőben. |
| 1986 | | Steaua București | 1–0 | Gyinamo Kijev |
| 1986 | Politikai okok miatt csak egy mérkőzést rendeztek semleges pályán, a szuperkupát a Steaua București nyerte. | | | |
| 1987 | | AFC Ajax | 0–1 | FC Porto |
| 1987 | | FC Porto | 1–0 | AFC Ajax |
| 1987 | Az FC Porto 2–0-s összesítéssel nyert. | | | |
| 1988 | | KV Mechelen | 3–0 | PSV Eindhoven |
| 1988 | | PSV Eindhoven | 1–0 | KV Mechelen |
| 1988 | A KV Mechelen 3–1-es összesítéssel nyert. | | | |
| 1989 | | Barcelona | 1–1 | AC Milan |
| 1989 | | AC Milan | 1–0 | Barcelona |
| 1989 | Az AC Milan 2–1-es összesítéssel nyert. | | | |
| 1990 | | Sampdoria | 1–1 | AC Milan |
| 1990 | | AC Milan | 2–0 | Sampdoria |
| 1990 | Az AC Milan 3–1-es összesítéssel nyert. | | | |
| 1991 | | Manchester United | 1–0 | FK Crvena zvezda |
| 1991 | Politikai okok miatt csak egy mérkőzés rendeztek meg, így a Manchester United nyerte a szuperkupát. | | | |
| 1992 | | Werder Bremen | 1–1 | Barcelona |
| 1992 | | Barcelona | 2–1 | Werder Bremen |
| 1992 | A Barcelona 3–2-es összesítéssel nyert. | | | |

1993-tól a BEK helyébe lépő UEFA-bajnokok ligája győztese vehetett részt az UEFA-szuperkupán.
| Év   | Helyszín | Az UEFA-bajnokok ligája győztese | Eredmény   | A Kupagyőztesek Európa-kupája győztese |
| ---- | --- | -------------------------------- | ---------- | -------------------------------------- |
| 1993 | | Parma                            | 0–1        | AC Milan                               |
| 1993 | | AC Milan                         | 0–2 (h.u.) | Parma                                  |
| 1993 | A Parma 2–1-es összesítéssel nyert. Az eredetileg BL-győztes Marseille-t felfüggesztették a megvesztegetési botrány miatt. |                                  |            |                                        |
| 1994 | | Arsenal FC                       | 0–0        | AC Milan                               |
| 1994 | | AC Milan                         | 2–0        | Arsenal FC                             |
| 1994 | Az AC Milan 2–0-s összesítéssel nyert.                                                                                     |                                  |            |                                        |
| 1995 | | Real Zaragoza                    | 1–1        | AFC Ajax                               |
| 1995 | | AFC Ajax                         | 4–0        | Real Zaragoza                          |
| 1995 | Az AFC Ajax 5–1-es összesítéssel nyert.                                                                                    |                                  |            |                                        |
| 1996 | | Paris Saint-Germain              | 1–6        | Juventus                               |
| 1996 | | Juventus                         | 3–1        | Paris Saint-Germain                    |
| 1996 | A Juventus 9–2-es összesítéssel nyert.                                                                                     |                                  |            |                                        |
| 1997 | | Barcelona                        | 2–0        | Borussia Dortmund                      |
| 1997 | | Borussia Dortmund                | 1–1        | Barcelona                              |
| 1997 | A Barcelona 3–1-es összesítéssel nyert.                                                                                    |                                  |            |                                        |

### 1998 után
1998-tól kezdődően egy mérkőzést játszanak.
| Év   | Helyszín                 | Az UEFA-bajnokok ligája győztese | Eredmény | A Kupagyőztesek Európa-kupája győztese |
| ---- | ------------------------ | -------------------------------- | -------- | -------------------------------------- |
| 1998 | II. Lajos Stadion Monaco | Real Madrid                      | 0–1      | Chelsea                                |
| 1999 | II. Lajos Stadion Monaco | Manchester United                | 0–1      | Lazio                                  |

1999-től megszűnt az Kupagyőztesek Európa-kupája, helyette az UEFA-kupa győztese vehetett részt az UEFA-szuperkupán.
| Év   | Helyszín                 | Az UEFA-bajnokok ligája győztese | Eredmény   | Az UEFA-kupa győztese    |
| ---- | ------------------------ | -------------------------------- | ---------- | ------------------------ |
| 2000 | II. Lajos Stadion Monaco | Real Madrid                      | 1–2 (h.u.) | Galatasaray              |
| 2001 | II. Lajos Stadion Monaco | Bayern München                   | 2–3        | Liverpool                |
| 2002 | II. Lajos Stadion Monaco | Real Madrid                      | 3–1        | Feyenoord                |
| 2003 | II. Lajos Stadion Monaco | Milan                            | 1–0        | Porto                    |
| 2004 | II. Lajos Stadion Monaco | Porto                            | 1–2        | Valencia                 |
| 2005 | II. Lajos Stadion Monaco | Liverpool                        | 3–1 (h.u.) | CSZKA Moszkva            |
| 2006 | II. Lajos Stadion Monaco | Barcelona                        | 0–3        | Sevilla                  |
| 2007 | II. Lajos Stadion Monaco | Milan                            | 3–1        | Sevilla                  |
| 2008 | II. Lajos Stadion Monaco | Manchester United                | 1–2        | Zenyit Szankt-Petyerburg |
| 2009 | II. Lajos Stadion Monaco | Barcelona                        | 1–0 (h.u.) | Sahtar Doneck            |

2010-től megszűnt az UEFA-kupa, a helyette létrehozott Európa-liga győztese vehetett részt az UEFA-szuperkupán.
| Év   | Helyszín                          | Az UEFA-bajnokok ligája győztese | Eredmény            | Az Európa-liga győztese |
| ---- | --------------------------------- | -------------------------------- | ------------------- | ----------------------- |
| 2010 | II. Lajos Stadion Monaco          | Internazionale                   | 0–2                 | Atlético Madrid         |
| 2011 | II. Lajos Stadion Monaco          | FC Barcelona                     | 2–0                 | Porto                   |
| 2012 | II. Lajos Stadion Monaco          | Chelsea FC                       | 1–4                 | Atlético de Madrid      |
| 2013 | Sinobo Stadion Prága              | Bayern München                   | 2–2 (h.u.) ti.: 5–4 | Chelsea FC              |
| 2014 | Cardiff City Stadion Cardiff      | Real Madrid                      | 2–0                 | Sevilla FC              |
| 2015 | Borisz Paicsadze Stadion Tbiliszi | FC Barcelona                     | 5–4 (h.u.)          | Sevilla FC              |
| 2016 | Lerkendal Stadion Trondheim       | Real Madrid                      | 3–2 (h.u.)          | Sevilla FC              |
| 2017 | II. Philip Aréna Szkopje          | Real Madrid                      | 2–1                 | Manchester United       |
| 2018 | A. Le Coq Aréna Tallinn           | Real Madrid                      | 2–4 (h.u.)          | Atlético de Madrid      |
| 2019 | Vodafone Park Isztambul           | Liverpool                        | 2–2 (h.u.) ti.: 5–4 | Chelsea                 |
| 2020 | Puskás Aréna Budapest             | Bayern München                   | 2–1 (h.u.)          | Sevilla FC              |
| 2021 | Windsor Park Belfast              | Chelsea FC                       | 1–1 (h.u.) ti.: 6–5 | Villarreal              |
| 2022 | Olimpiai Stadion Helsinki         | Real Madrid                      | 2–0                 | Eintracht Frankfurt     |
| 2023 | Karaiszkákisz Stadion Athén       | Manchester City FC               | 1–1 (h.u.) ti.: 5–4 | Sevilla FC              |
| 2024 | Nemzeti Stadion Varsó             | Real Madrid                      | 2–0                 | Atalanta BC             |
| 2025 | Friuli Stadion Udine              | Paris Saint-Germain              | 2–2 ti.: 4–3        | Tottenham Hotspur       |

## Teljesítmény
Az alábbi táblázatok a 2025-ig megrendezett UEFA-szuperkupa adatait tartalmazzák.

### Nemzetenként
| Nemzet        | Győzelmek | Vesztes döntők | Győztes klubok                                                                                                |
| ------------- | --------- | -------------- | --- |
| Spanyolország | 17        | 15             | Real Madrid (6), Barcelona (5), Valencia (2) Sevilla (1), Atlético Madrid (3)                                 |
| Anglia        | 10        | 11             | Liverpool (4), Chelsea (2), Manchester United (1), Aston Villa (1), Nottingham Forest (1) Manchester City (1) |
| Olaszország   | 9         | 5              | AC Milan (5), Juventus (2), Parma (1), Lazio (1)                                                              |
| Hollandia     | 3         | 3              | AFC Ajax (3)                                                                                                  |
| Belgium       | 3         | 0              | Anderlecht (2), KV Mechelen (1)                                                                               |
| Németország   | 2         | 8              | Bayern München (2)                                                                                            |
| Portugália    | 1         | 3              | Porto (1) |
| Ukrajna       | 1         | 2              | Gyinamo Kijev (1)                                                                                             |
| Franciaország | 1         | 1              | PSG (1) |
| Oroszország   | 1         | 1              | Zenyit (1) |
| Skócia        | 1         | 1              | Aberdeen (1)                                                                                                  |
| Románia       | 1         | 0              | Steaua București (1)                                                                                          |
| Törökország   | 1         | 0              | Galatasaray (1)                                                                                               |
| Jugoszlávia   | 0         | 1              | |

### Klubonként
| Csapat              | Győzelmek             | Vereségek             |
| ------------------- | --------------------- | --------------------- |
| Real Madrid         | 6                     | 3                     |
| FC Barcelona        | 5                     | 4                     |
| AC Milan            | 5                     | 2                     |
| Liverpool FC        | 4                     | 2                     |
| Ajax Amsterdam      | 3 (1972-essel együtt) | 1                     |
| Atlético Madrid     | 3                     | 0                     |
| FC Bayern München   | 2                     | 3                     |
| Chelsea FC          | 2                     | 3                     |
| Valencia CF         | 2                     | 0                     |
| Juventus            | 2                     | 0                     |
| Anderlecht          | 2                     | 0                     |
| Sevilla FC          | 1                     | 6                     |
| FC Porto            | 1                     | 3                     |
| Manchester United   | 1                     | 3                     |
| Nottingham Forest   | 1                     | 1                     |
| Dinamo Kijiv        | 1                     | 1                     |
| PSG                 | 1                     | 1                     |
| Manchester City     | 1                     | 0                     |
| Steaua București    | 1                     | 0                     |
| Aston Villa         | 1                     | 0                     |
| Aberdeen            | 1                     | 0                     |
| KV Mechelen         | 1                     | 0                     |
| Parma               | 1                     | 0                     |
| Lazio               | 1                     | 0                     |
| Galatasaray         | 1                     | 0                     |
| Zenyit              | 1                     | 0                     |
| HSV                 | 0                     | 2                     |
| Feyenoord           | 0                     | 1                     |
| PSV                 | 0                     | 1                     |
| Borussia Dortmund   | 0                     | 1                     |
| Rangers             | 0                     | 1 (1972-essel együtt) |
| Arsenal             | 0                     | 1                     |
| Real Zaragoza       | 0                     | 1                     |
| Werder Bremen       | 0                     | 1                     |
| Sampdoria           | 0                     | 1                     |
| Crvena zvezda       | 0                     | 1                     |
| CSZKA Moszkva       | 0                     | 1                     |
| Sahtar Doneck       | 0                     | 1                     |
| Internazionale      | 0                     | 1                     |
| Villarreal          | 0                     | 1                     |
| Eintracht Frankfurt | 0                     | 1                     |
| Atalanta            | 0                     | 1                     |
| Tottenham Hotspur   | 0                     | 1                     |
| Összesen            | 50+1                  | 50+1                  |

## Lásd még
- Bajnokcsapatok Európa-kupája
- UEFA-bajnokok ligája
- Kupagyőztesek Európa-kupája
- UEFA-kupa
- Európa-liga

## Külső hivatkozás
- Az UEFA-szuperkupa hivatalos oldala